# Nemertopsis gracile
Nemertopsis gracile är en djurart som tillhör fylumet slemmaskar, och. Nemertopsis gracile ingår i släktet Nemertopsis och familjen Emplectonematidae. Inga underarter finns listade i Catalogue of Life.